# Peumocryptus pucon
Peumocryptus pucon là một loài tò vò trong họ Ichneumonidae.